# Maison de la tour et tour des prisons
La maison de la Tour et tour des prisons est un ensemble de bâtiments à Bollène, dans le département de Vaucluse. 

## Histoire
Des éléments architecturaux de la tour des prisons atteste d'une construction au XIIIe siècle, à l'époque ou Bollène était possession de Alphonse de Poitiers, puis le Pape, à partir 1274. Ils passent entre les mains de Pierre de la Baume, seigneur de Suze, au XVe siècle, changent 2 fois de propriétaires, avant d'être racheté par le collège Saint-Nicolas d’Annecy en 1619,  pour y loger les moines du prieuré Saint-Martin voisin.
En 2015, l'ensemble des bâtiments est inscrit au titre des monuments historiques.

## Description
La maison à tour est composé de 3 niveaux, la tour renfermant un escalier polygonale. Le dernier niveau abrite un chemin de ronde couvert et un châtelet, identique à celui du Palais des Papes.